# 1945 en santé et médecine
| Années de la santé et de la médecine : 1942 - 1943 - 1944 - 1945 - 1946 - 1947 - 1948    |
| Décennies de la santé et de la médecine : 1910 - 1920 - 1930 - 1940 - 1950 - 1960 - 1970 |

Cet article présente les faits marquants de l'année 1945 en santé et médecine.

## Événements
- 19 octobre : l'ordonnance du 19 octobre 1945 institue en France la Sécurité sociale.
- Ernst Boris Chain (1906-1979) et Dorothy Crowfoot Hodgkin (1910-1994) déterminent la structure de la pénicilline[1].

## Naissance
- 12 août : Bernard Accoyer (79 ans), homme politique français, spécialiste en oto-rhino-laryngologie (ORL) et en chirurgie cervico-faciale.

## Décès
- 20 avril : Johannes Sobotta (né en 1869), médecin anatomiste allemand.
- 20 mai : Marc Tiffeneau (né en 1873), médecin, pharmacologue et chimiste français.